# اولین همایش جهانی اسپرانتو

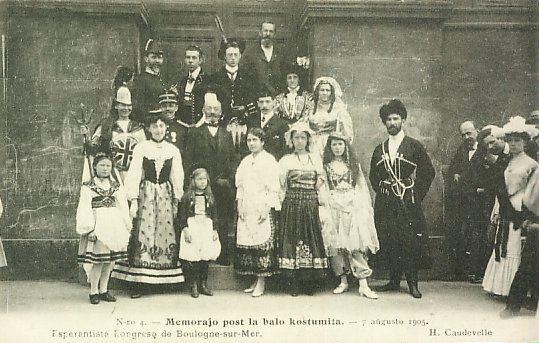

اولین همایش جهانی اسپرانتو نخستین و تاریخی‌ترین گردهمائی بین‌المللی اسپرانتودانان در جهان بود که در سال ۱۹۰۵ و با حضور ۶۸۸ اسپرانتیست در شهر بولونی-سور-مر فرانسه برگزار گردید. این همایش سرآغاز همایش‌های سالیانهٔ اسپرانتو در کشورهای گوناگون جهان گردید، به‌ترتیبی که در سال ۲۰۱۵، ۱۰۰امین همایش آن در شهر لیل فرانسه و با شرکت ۲۶۹۸ اسپرانتودان برگزار شد.
مبتکر این همایش، رئیس گروه اسپرانتوی بولونی-سور-مر (به اسپرانتو: Esperanto-grupo en Bulonjo-ĉe-Maro)، آلفرد میشو (به فرانسوی: Alfred Michaux) بود که خبر برگزاری آن را برای نخستین بار در ملاقاتی بین‌المللی در سال قبل از آن (۱۹۰۴) اعلام کرده بود.

## اهمیت این همایش
اهمیت فوق‌العادهٔ این همایش در جنبش اسپرانتو - ازجمله - این بود که آفرینندهٔ زبان فراساخته‌ی اسپرانتو، دکتر لودویک زامنهوف، ضمن شرکت در آن، نخستین کمیتهٔ زبان را بنیاد نهاد (که بعدها تبدیل به آکادمی اسپرانتو شد)؛ اعلانیهٔ اسپرانتو و بنیاد اسپرانتو مورد پذیررش و تصویب همایش قرار گرفت؛ و در مورد برگزاری همایش بعدی تصمیم‌گیری انجام شد. در مورد ایجاد نهاد یا انجمنی بین‌المللی برای اسپرانتو، توافقی حاصل نشد.
دائرةالمعارف اسپرانتو در سال ۱۹۳۳ توصیف مفصل این همایش را چنین آغاز می‌کند:

نخستین همایش جهانی اسپرانتو از ۷ تا ۱۲ آگوست سال ۱۹۰۵ برگزار شد، که در آن ۶۸۸ اسپرانتودان از ۲۰ کشور جهان شرکت داشتند. نخستین ملاقال بین‌المللی، شبیه پیش-همایش در کاله (به فرانسوی: Calais) (در سال ۱۹۰۴) برگزار شده بود، که عمدتاً فرانسویان و انگلیسی‌ها در آن شرکت داشتند. این دیدار به این منظور بود که آزمایشی صورت پذیرد و مشخص شود که آیا اسپرانتودانان دارای زبان‌های مادری مختلف قادر به فهمیدن همدیگر هستند یا نه. از آنجا که این آزمایش با موفقیت کامل و بسیار خوبی برگزار شد، تصمیم گرفته شد که فراخوانی برای همایشی بزرگ‌تر در سال آینده در بولونی-سور-مر انجام پذیرد...

گفتنی است، که نخستین همایش بین‌المللی اسپرانتوی ایران با همکاری انجمن اسپرانتوی ایران در فروردین سال ۱۳۹۳ در تهران برگزار گردید.